# Kunsthalle Vierseithof

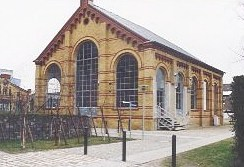
Kunsthalle Vierseithof in Luckenwalde

De Kunsthalle Vierseithof is een expositieruimte (kunsthal) Am Herrenhaus 2 in Luckenwalde, in de Duitse deelstaat Brandenburg.
De kunsthal is een initiatief van de Freunde und Förderer der Kunsthalle Vierseithof in Luckenwalde e.V. en werd in 1997 voor het publiek geopend in een voormalig fabrieksgebouw van de VEB Volltuch (lakenweverij), als onderdeel van een nieuwbouwproject.
De kunsthal beschikt over een kleine collectie van circa 100 kunstwerken van Berlijnse en Brandenburgse kunstenaars en biedt wisseltentoonstellingen van hedendaagse Duitse en internationale kunst. De nadruk ligt hierbij op werk van jonge (Oost-Duitse) kunstenaars.
Naast exposities worden ook muziek- en theatervoorstellingen georganiseerd.